# Ngombale jezik
Ngombale jezik (bamileke-ngombale; ISO 639-3: nla), nigersko-kongoanski jezik mbam-nkamske podskupine bamileke, kojim govori 45 000 ljudi (1993 SIL) u kamerunskoj provinciji West.
Ima dva dijalekta: babadjou (basso, nchobela) i bamessingue (bassing). Ne smije se brkati s jezicima ngomba [jgo], ngombe [nmj] (jezikom skupine baka-gundi) i ngombe [ngc] (sjeverozapadna bantu skupina).

## Vanjske poveznice
- Ethnologue (14th)
- Ethnologue (15th)